# Fains-les-Sources

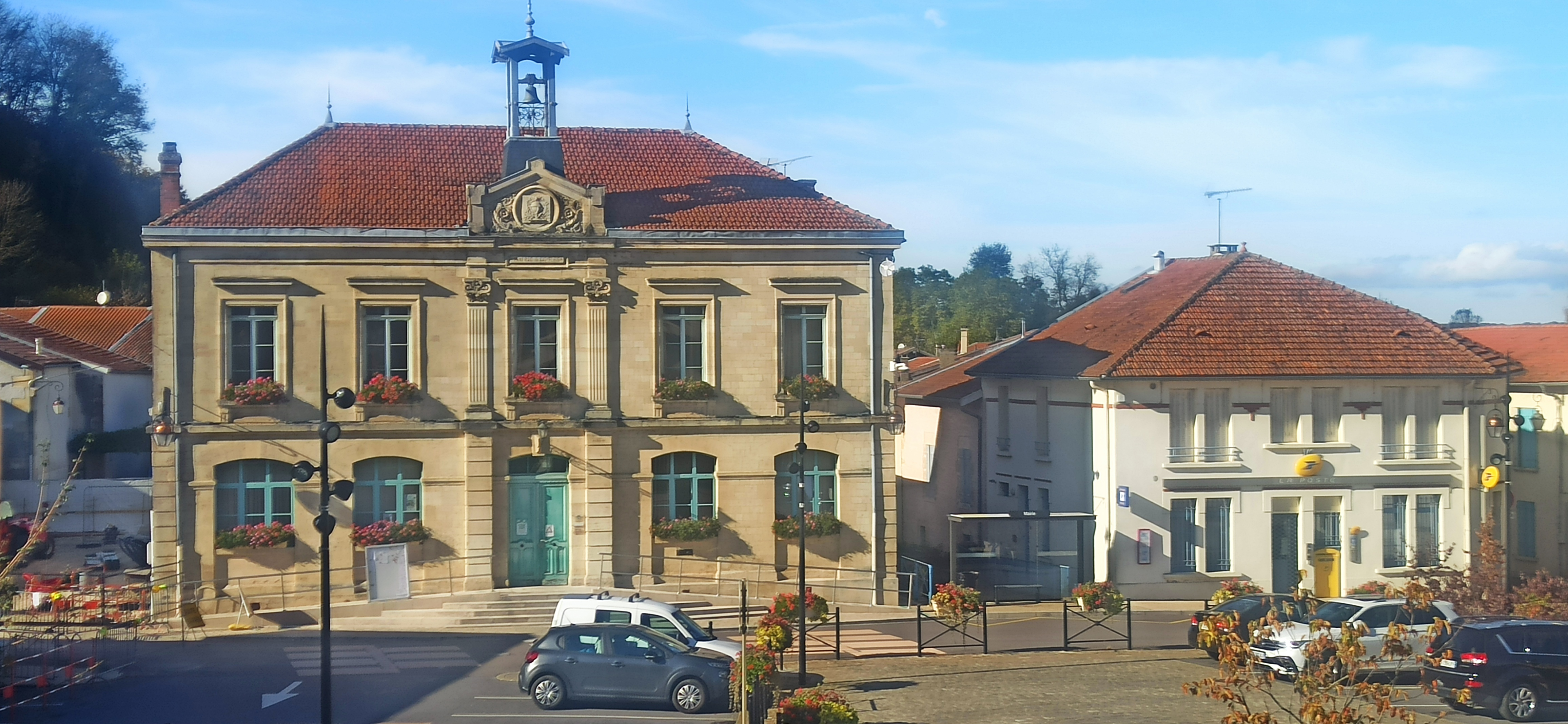
Mairie de Fains-les-Sources avec bureau de poste.

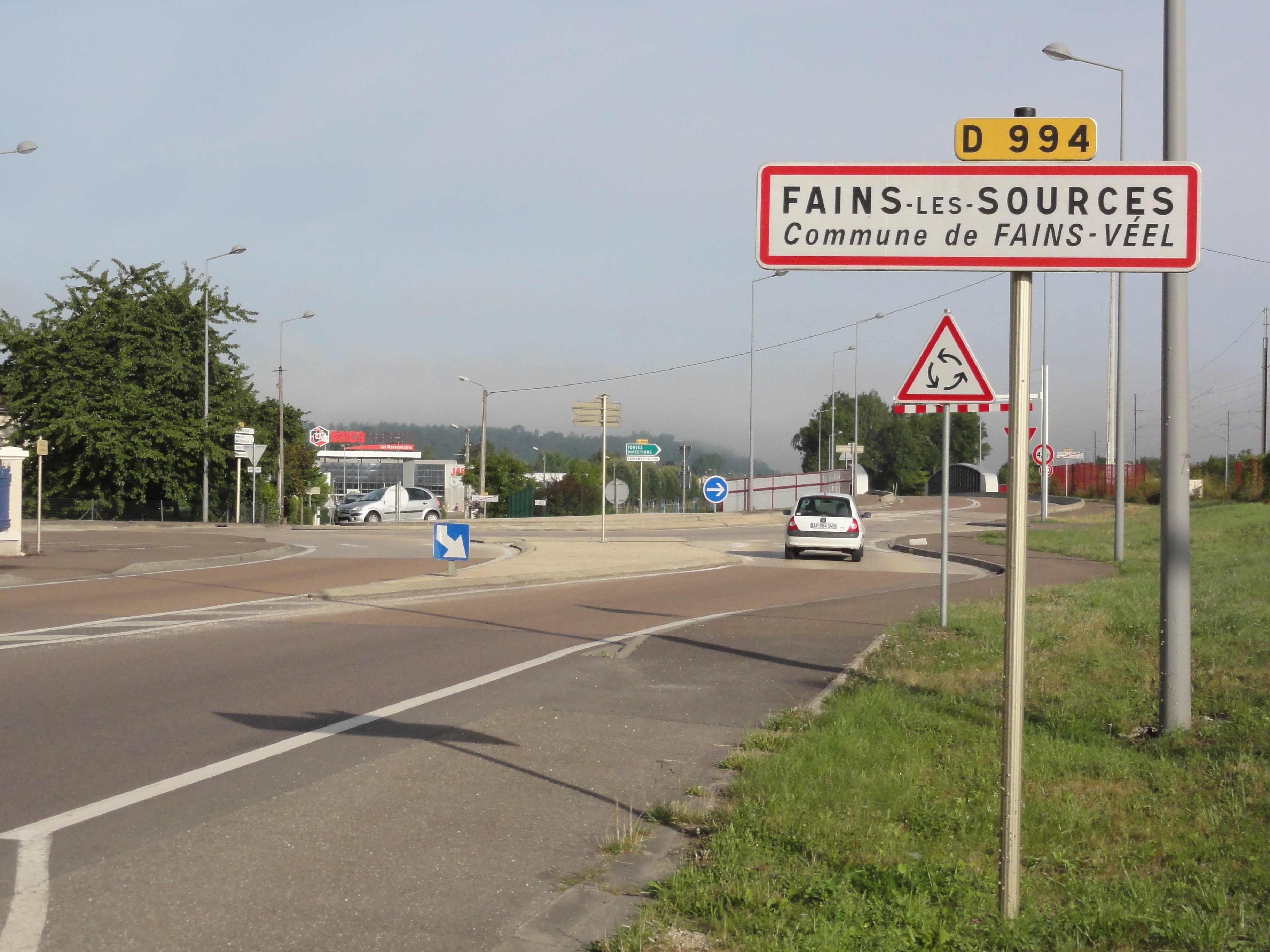
Panneau entrée de la localité.

Fains-les-Sources est un village français situé dans le département de la Meuse, région Grand-Est. La localité de Veel est attachée administrativement à Fains-les-Sources depuis le 1er janvier 1973, pour former la commune de Fains-Véel.

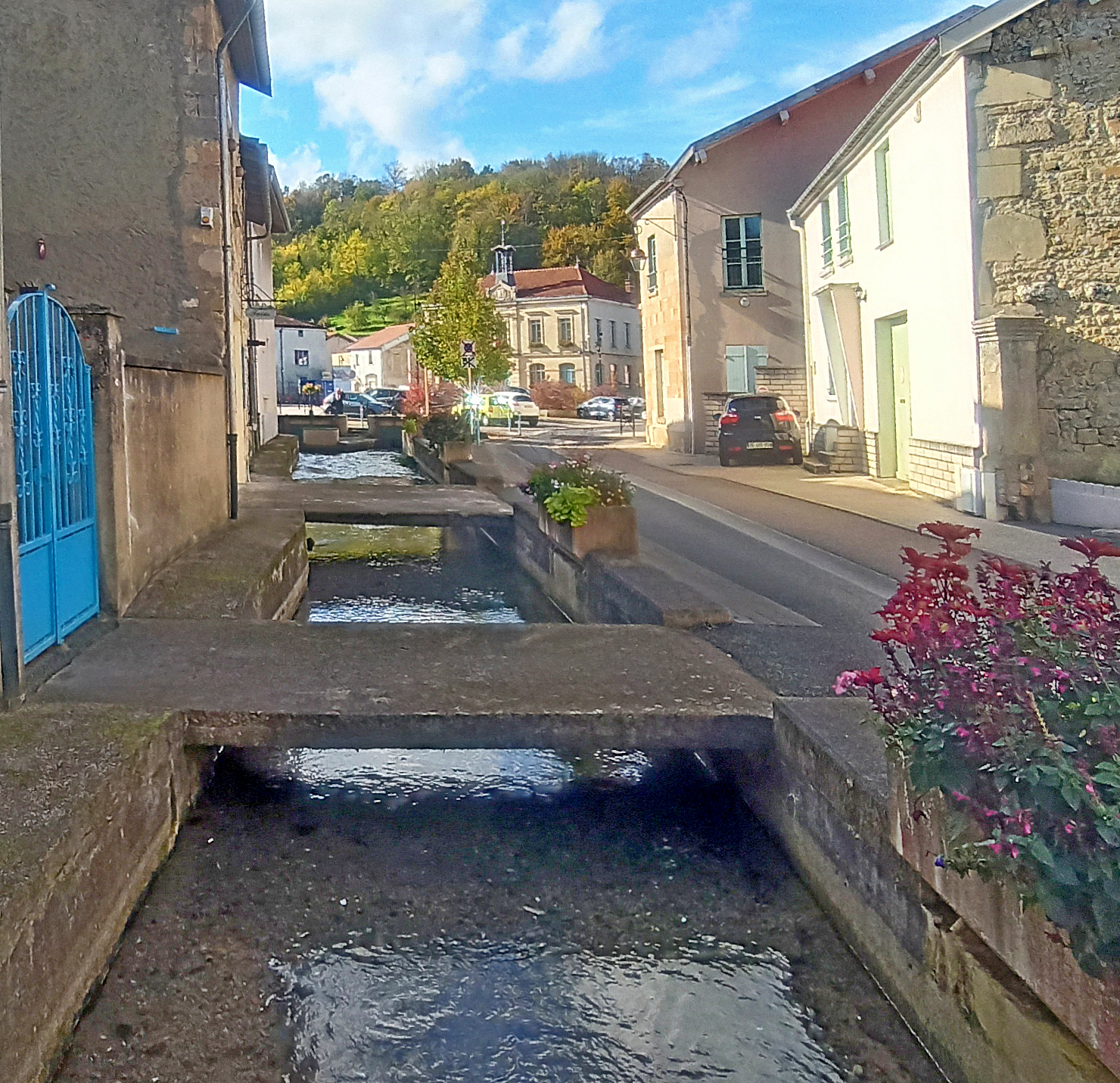
Ruisseau en air libre, avec mairie en arrière plan.

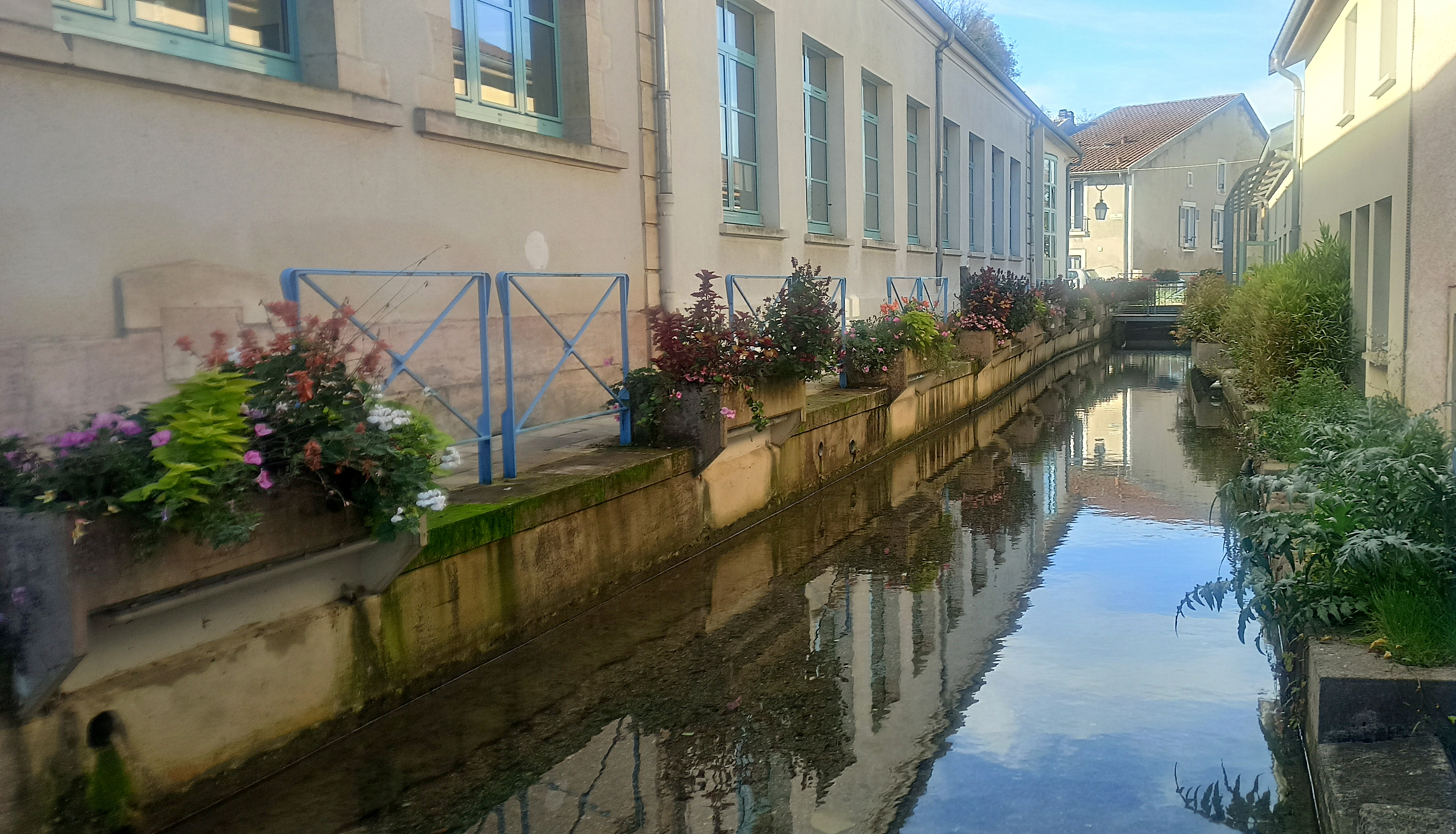
Ruisseau à Fains-les-Sources, photo d'octobre 2024.

## Situation géographique
Fains-les-Sources est située dans la vallée de l'Ornain à environ 3 km au nord-ouest de Bar-le-Duc.
La localité est traversée du sud-est vers le nord-ouest par les cours d’eau suivants : 
- l'Ornain, affluent de la Marne par la Saulx ;
- le canal de la Marne au Rhin, avec l'écluse 42 de Fains-les-Sources et la halte fluviale de Fains-Veel[2] ;
- le ruisseau de Fains qui prend plusieurs sources sur le territoire de la commune et qui traverse le centre du village et l'ancien lavoir.

## Toponymie
Le nom de la localité est attesté sous les formes : "'Fannis" (Xe siècle), "Fangia" (965), "In villa Fani" (992), "Fain" (1022), "Faïs" (1032), "Castrum Fangia super fluvium Ornæ" (1033), "Ecclesia de Fani, ecclesia de Fains prope Barrum-Ducis" (1402), "Fanii-juxta-Barrum" (1580), "Fanum" (1711), "Fines" (1707), "Ad Fines" (1760), Fains-les-Sources.
De la racine germanique "fani" (boue).

## Histoire

### L'origine de Fains-les-Sources
Le nom de Fains proviendrait de fanum, désignant un lieu sacré qui se trouvait sur l'un des coteaux boisés dominant l'endroit du village actuel, à une époque très reculée, avant même que la région soit conquise par les romains. Les contours encore nettement visibles de ce qui devrait être un camp romain où l'on a trouvé des monnaies à l'effigie d'empereurs romains, fut sans doute érigé plus tard à ce même endroit du "fanum".
La voie romaine, reliant Reims à Bar-le-Duc, passait à Fains, qui fut aussi l'une des plus anciennes chrétientés du pays barrois : saint Mansuy y vint professer publiquement le christianisme en l'an 312 du temps de l'empereur Constantin Ier.

### Le château de Fains
Au château de Fains (qui n'existe plus) est mort, 15 décembre 1508, après avoir pris froid lors d'une chasse, le duc René II de Lorraine, vainqueur de Charles le Téméraire. Michel de Nostredame, plus connu sous le nom de Nostradamus, y séjourna sous le règne de Charles III, et Mazarin y dirigea le siège de Bar-le-Duc du 9 au 24 décembre 1652 puis Charles IV de Lorraine y fut reçu en 1661. Ce château au centre du village sur l'emplacement d'une partie des jardins de l'ancien presbytère, ne comprit initialement qu'un seul étage avec de vastes greniers et mansardes, puis fut surélevé au XVIIIe siècle par le marquis de Beauvau. Disparu, le château de Fains fut successivement la propriété des familles suivantes :
- Les Florainville (1400-1663) premiers seigneurs de Fains ;
- Les Beauvau-Craon (1663-1747) ;
- Les Nettancourt (1747-1819), dont les héritiers le vendirent le 28 juin 1819.

Le château de Fains fut démoli plus tard par les frères Toussaint, entrepreneurs en bâtiment à Combles-en-Barrois et les pierres furent utilisées pour diverses constructions dans le village.

### Le monastère des Tiercelins
Le 2 mars 1633, Charles de Florainville, Seigneur de Fains, fonda près de son château un monastère. Le 6 juillet 1633, il posa la première pierre de la chapelle sous le titre de "Notre-Dame-de-Bon-Secours", dont la construction fut achevée en 1635. Le monastère dura jusqu'à sa suppression à la Révolution, en vertu de la loi du 2 novembre 1789. Il devint alors partie du domaine de l’État. Le 14 mars 1790, les commissaires nationaux entrèrent chez les Tiercelins pour rédiger l'inventaire et interroger les cinq pères et les deux frères convers qui habitaient la maison. Les religieux durent quitter leur monastère le 12 février 1791. La maison conventuelle avec ses dépendances fut adjugée le 15 juin 1791 au sieur Robert, ancien maire de Fains, résidant à Bar-le-Duc.

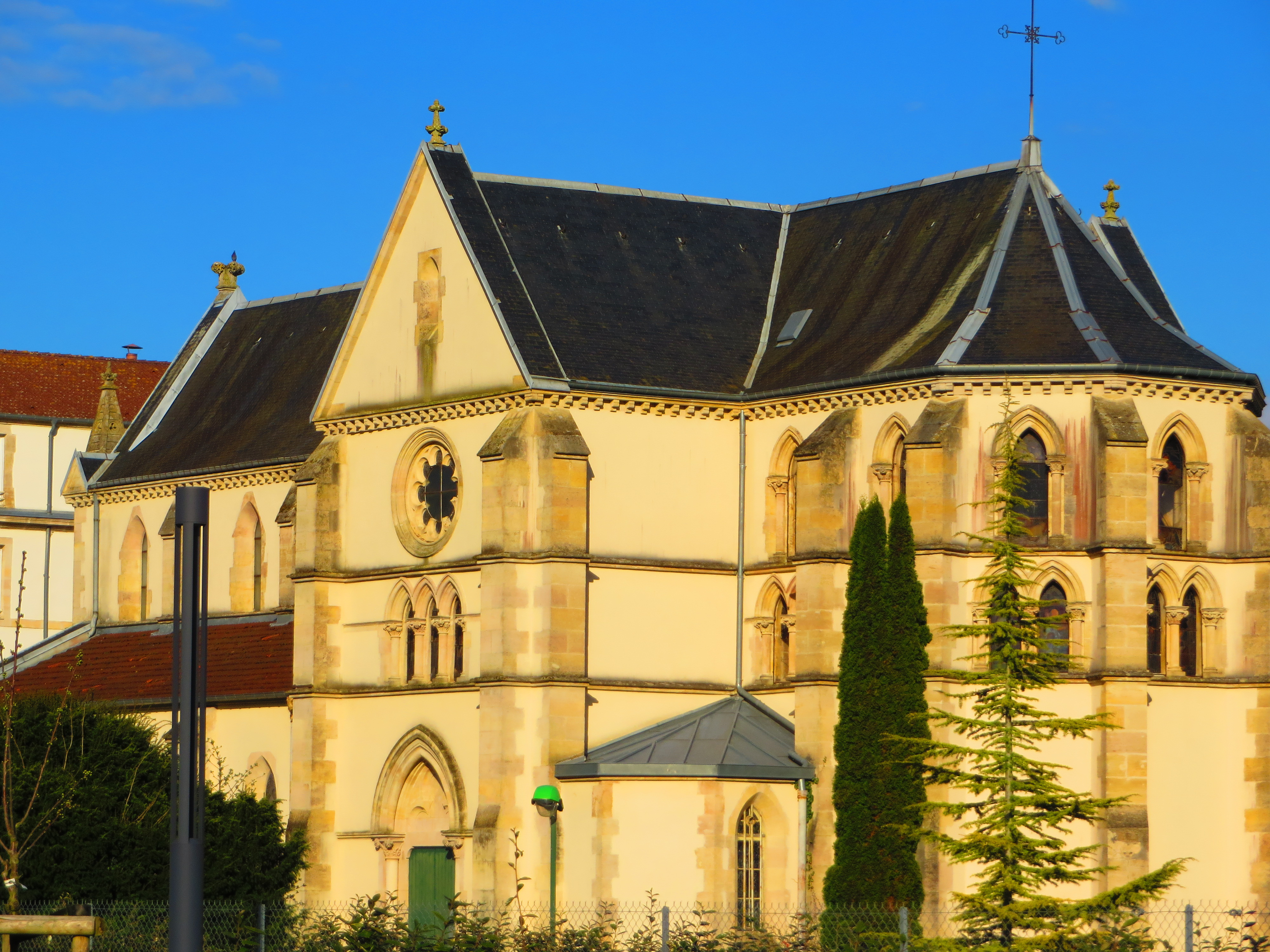
Chapelle de l'hôpital à Fains-les-Sources.

Après le décret de Napoléon Ier du 5 juillet 1808, visant à lutter contre le fléau social de la mendicité, il fut décidé, par décret du 22 novembre 1810, d'implanter à Fains un dépôt de mendicité. Dans ce but, les bâtiments et terrains dépendant de l'ancien couvent des Tiercelins devraient être mis sans délai en état de recevoir 4 à 500 mendiants. Les travaux commencèrent en 1811 et furent terminés en 1812 mais l'établissement ne fut jamais utilisé dans ce but. À la place de mendiants, lors du repli de la Grande Armée, de nombreux soldats blessés sont admis en 1813. L'établissement sera encore utilisé comme hôpital militaire entre le 26 juin 1815 et le mois de février 1816 mais cette fois pour les troupes russes. Après cela, les bâtiments restèrent inutilisés pendant plusieurs années.
Dans sa séance du 14 septembre 1822, en présence du duc de Reggio, le conseil général se pencha « sur le moyen d’utiliser avantageusement le beau bâtiment de Fains et d'y établir un hospice départemental où seraient admis les individus atteints de maladies qui ne se traitent pas dans les autres hospices du département ». L'hospice devint asile d’aliénés à partir du 1er janvier 1842. L'accès du lieu fut assuré par la route de Bar à Vitry-le-François aménagée en avenue bordée de peupliers, puis également par les voies ferrées et fluviales après la mise en place du chemin de fer et du canal de la Marne au Rhin.
Du 30 novembre 1872 au 1er mai 1873, deux compagnies d'infanterie, une ambulance et une vingtaine de chevaux s'installèrent à l'asile dont les prés servaient de terrain de manœuvres. L'hôpital accueillit des réfugiés au cours de la guerre de 1914-1918. Le 12 juin 1940, durant la Seconde Guerre mondiale, l'hôpital reçut cinq bombes faisant deux morts et trois blessés. Dès le 14 juin, les troupes de l'Allemagne nazie prirent possession de l'établissement. Le lieu fut libéré le 31 août 1944 par l'arrivée de la Modèle:3ème armée américaine. En 2023, l'établissement est un centre hospitalier spécialisé.

### Autres faits historiques à Fains

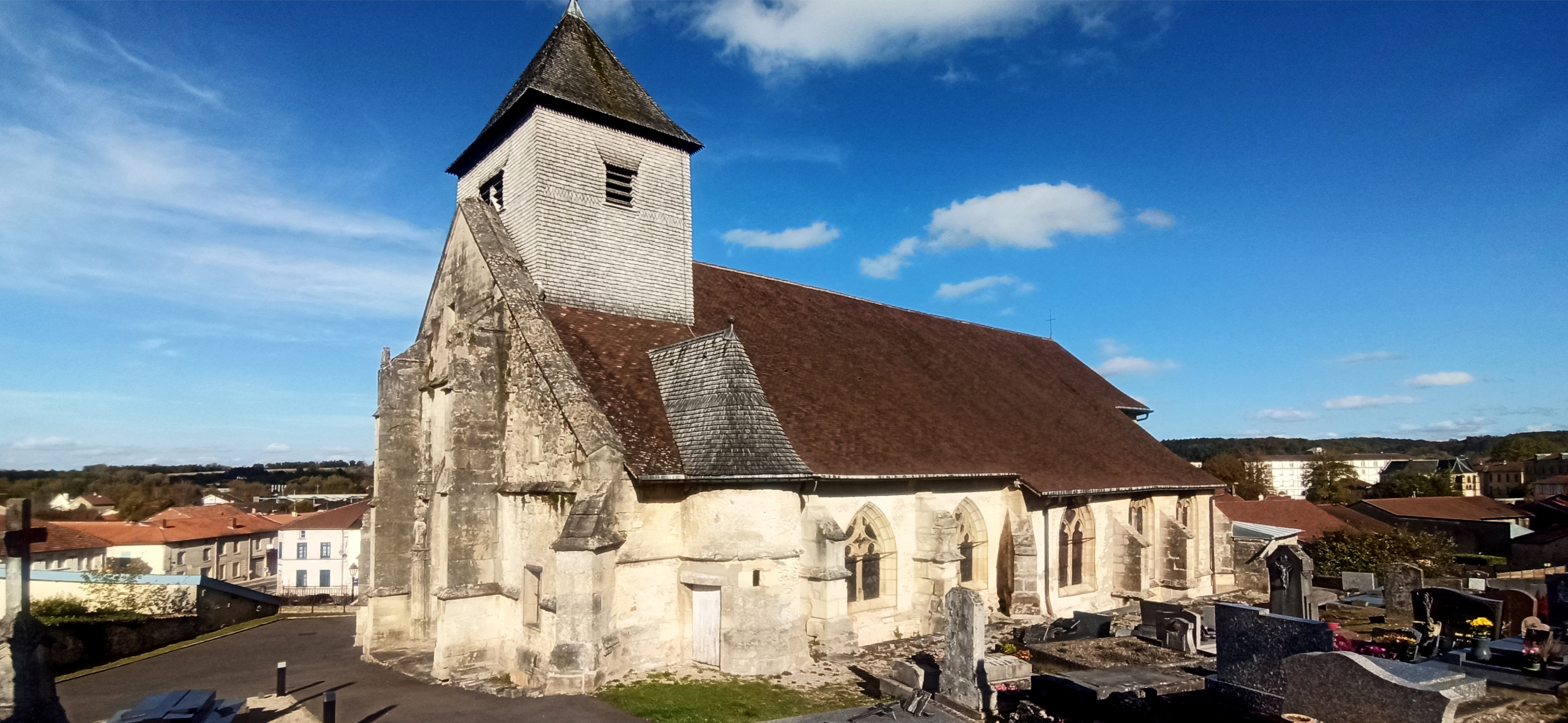
Église Sainte-Catherine de Fains-les-Sources.

On estime, que la construction de l'église Sainte-Catherine de Fains-les-Sources, qui domine le village sur une colline, remonte à l'an 1555 selon une inscription sur la clef de voûte en pendentif, qui se trouve dans le chœur. L'orientation de l'édifice vers le Mont de Fains semble répondre au lever du soleil le 25 novembre, fête de la Sainte Catherine éponyme .
En 1792, à la veille de la bataille de Valmy, le général Kellermann établit son bivouac à Fains-les-Sources.
En 1864 Auguste Schmid, dont la famille est originaire de Forêt-Noire achète une ancienne brasserie à Fains-les-Sources. Il s'associe à Charles Émile Du Houx, verrier de Hennezel, pour y créer une verrerie fabriquant des pots à confiture et des bouteilles de champagne. Ce sera la "Verrerie A.Schmid et Du Houx", implantée près de la rivière Ornain au 1 rue Saint-Christophe. La "verrerie de Fains", tel qu'elle fut appelée communément, est acheté en 1911 par la société Vve G. Marquot et fils, pour devenir les "Verreries Marquot". Puis, dès 1970, elle fait partie de la Compagnie française du cristal (CFC), après la fusion avec les cristalleries de Bayel, de Vannes-le-Châtel, de Vallérysthal et de Portieux.
Comme beaucoup d'autres, la verrerie de Fains a cessé ses activités en 1978. En 2023, le lieu est aménagé comme salle d'expositions et de spectacles.
Le 4 octobre 1900, Fains fut le théâtre d'un duel mortel entre le député Henry Ferrette et Dominique-Joseph Marlier, conseiller municipal de Bar-le-Duc.

## Gentilé
Les habitants de Fains-les-Sources sont appelés des Finnois.